# 觀音亭 (地名)
觀音亭，是臺灣高雄市內門區的一個傳統地域名稱，位於該區中南部。相較於今日行政區，其範圍大致與觀亭里相近。
本地區境內主要聚落為觀音亭、內厝、橋仔頭、中埔頭，設有內門國中、觀亭國小。

## 歷史
台灣日治初期，觀音亭地區為一街庄，稱為「觀音亭庄」（舊制街庄），隸屬於羅漢內門里。該庄昔日北及東北與內埔庄為鄰，東與東勢埔庄為鄰，東南邊、南邊及西南邊為腳帛藔庄，西邊為中埔庄。
1901年（日治明治三十四年）11月11日，全台廢縣廳改設二十廳，該庄隸屬於蕃薯藔廳。1904年（明治三十七年）2月16日，該庄編入「觀音亭區」，隸屬於蕃薯藔廳。1909年（明治四十二年）10月25日，全台合併二十廳為十二廳，觀音亭區改隸屬於阿緱廳。1920年（大正九年）10月1日，全台地方制度大改正，廢十二廳改設五州二廳，該庄改制為「觀音亭」大字，隸屬於高雄州旗山郡內門庄（新制街庄）。
戰後內門庄改制為內門鄉，隸屬於高雄縣，大字亦改制為村。1950年（民國39年）10月1日，高、屏分治，內門鄉仍隸屬於高雄縣。2010年（民國99年）12月25日，高雄縣、市合併為直轄高雄市，內門鄉改制為內門區，村亦改制為里。

## 聚落
本地區發展較早的聚落為觀音亭、內厝、橋仔頭、中埔頭，在日治初期的官方地圖上已有記載。

## 交通
省道台3線俗稱「內山公路」，是台北至屏東的幹道，經過本地區東北部的中埔頭、內厝等聚落。由該道路北行可前往內門區內埔市區、臺南市南化區、玉井區、楠西區等地；南行可前往旗山區、旗山區/美濃區交界地帶、屏東縣里港鄉、九如鄉等地。
市道182號是台南至七星洋的道路，其東側端點（終點）位於經過本地區北部的省道台3線轉角暨區道高120線起點路口。由此西行（大方向，當地先向西北行）經本地區的中埔頭聚落後，可前往台南市龍崎區、關廟區、歸仁區、仁德區等地。
區道高120線是中埔至打鹿埔的道路，其北側端點（起點）位於本地區北部的省道台3線轉角暨市道182號終點路口。由此向西南出境，經中埔地區的木柵內、中埔等聚落後，轉東回本地區境內，經觀音亭聚落轉南南西蜿蜒而行並出境。

## 學校
- 內門國中
- 觀亭國小